# Durward Lely
Durward Lely   (Arbroath, 2 de setembre de 1852 - Glasgow, 29 de febrer de 1944) va ser un cantant britànic d'òpera conegut principalment per ser el creador dels papers de tenor a les òperes còmiques de Gilbert i Sullivan, incloent el de Nanki-Poo a The Mikado.

## Biografia
El seu veritable nom era James Durward Lyall. Va estudiar cant a Milà abans de fer el seu debut a l'escenari, sota el nom de Signor Leli, el 1878 com a Don José a l'obre de Georges Bizet, Carmen, amb la companyia d'òpera de James Henry Mapleson al Her Majesty's Theatre de Londres. Després de dos anys de gira amb Mapleson, es va unir a la companyia d'òpera "D'Oyly Carte, i el novembre de 1880 va reemplaçar George Power en el paper de Frederic a The Pirates of Penzance. Per recomanació d'Arthur Sullivan va adoptar el nom de Durward Lely.

## Tenor principal
Lely va arribar a ser el primer tenor de la companyia, creant els papers del Duc de Dunstable a Patience (1881), Comte Tolloller a Iolanthe (1882), i Cyril a Princess Ida (1884). Quan es van reestrenar The Sorcerer i Trial by Jury el 1884, Lely va fer dos papers, com l'Acusat a Trialy com Alexis a The Sorcerer. Després va ser Nanki-Poo a The Mikado (1885–87). El paper de Lely en aquesta òpera es va dramatitzar el 1999, al film Topsy-Turvy. El 1887 Lely va actuar com Richard Dauntless a Ruddigore
Dels cinc papers per a tenor de Gilbert i Sullivan interpretats per Lely, quatre no eren els herois principals de les seves respectives òperes. Excepte per Nanki-Poo a The Mikado, Lely va fer papers de repartiment, servint com a contrast a l'acció principal. Quan Ruddigore va deixar de representar-se, Gilbert, Sullivan, i Carte van decidir que calia iniciar canvis, i Lely va ser acomiadat. Tot i que no hi havia cap nova òpera preparada, la companyia va decidir organitzar reposicions de H.M.S. Pinafore i de The Pirates of Penzance, obres per a les quals van considerar que Lely no era adequat.

## Cursa a la gran òpera
Després va seguir una carrera concertística i operística. Va aparèixer amb Adelina Patti en nombroses ocasions, i ella va dir que era el seu tenor preferit. Sovint cantava a casa seva, el castell de Craig-y-Nos, i la va acompanyar en la seva gira de comiat nord-americana el 1893–1894. Va cantar amb freqüència Don José a Carmen, incloent-hi apareixent al costat de Zélie de Lussan a Covent Garden el 1893, i també al costat de Minnie Hauk. Més tard, va cantar el paper a la Manhattan Opera House de Nova York. The Observer va escriure sobre una de les seves actuacions en el paper: 
| «               | "La seva actuació va ser patètica, impressionant i natural; la seva elocució va ser polida, i va cantar deliciosament de principi a fi." | » |
| — The Observer, | |   |

 Va tenir nombrosos compromisos operístics i concerts a Londres i en altres llocs entre 1890 i 1893. Les seves aparicions operístiques incloïen diverses al "Theatre Royal, Drury Lane", començant per la "Carl Rosa Opera Company" a Lurline com el comte Rudolph. També va tenir papers a Mignon, The Bohemian Girl i Maritana.

En una entrevista de 1891 Lely va declarar que li agradava més el treball en concerts. Les seves actuacions a l'escenari del concert inclouen Messiah, The Creation, St Paul, Damnation of Faust, The Spectre's Bride d'Antonín Dvořák, The Golden Legend i St John's Eve de Frederic Cowen. També va actuar àmpliament en obres escoceses amb cançons, com ara Francis Osbaldistone en una adaptació escènica de Rob Roy i Henry Bertram a la versió escènica de Guy Mannering. Sobre la seva representació en una producció de Rob Roy de 1894, un crític de "The Dundee Courier" va escriure: 
| «                     | "Certament, no és possible imaginar... un Francis Osbaldistone més excel·lent que el senyor Lely... Va cantar [les seves cançons] com només ell les pot cantar, i va infondre una quantitat d'expressió i sentiment a "Auld Langsyne" que mai vam sentir igualar. L'efecte que va produir en el cor d'aquesta cançó va ser un veritable tour de force, i va fer caure la casa, provocant un bis innegable." | » |
| — The Dundee Courier, | |   |

El 1893, va cantar a l'òpera The Golden Web d'Arthur Goring Thomas al "Lyric Theatre". També va passar un temps actuant amb la seva pròpia companyia d'òpera.
De vegades Lely cantava amb la seva dona en actuacions d'aficionats, per exemple com Lionel davant d'ella Nancy a Martha a Dundee el 1888. El 1892, va fer una gira amb la seva dona acompanyant-lo al piano en un espectacle anomenat "Scottish Song and Story". Van tornar de gira amb aquest entreteniment als Estats Units i Canadà el 1895 i de nou el 1898, passant per Austràlia i Nova Zelanda. El 1905, al "St. James's Theatre" i després de gira, va protagonitzar una adaptació escènica de Beside the Bonnie Brier Bush amb Henry Ainley i Lilian Braithwaite. Lely també va aparèixer com Francis Osbaldistone a la pel·lícula de 1911 de Rob Roy. Es va convertir en un amic íntim del company de D'Oyly Carte Henry Lytton, tot i que la llarga permanencia de Lytton a la companyia va tenir lloc sobretot després que Lely l'hagués deixat. Lely va continuar actuant i cantant en obres escoceses amb la seva pròpia companyia fins a 1925.
Lely i la seva dona van tenir tres fills i una filla, Adelina, que portava el nom de Patti. Es va retirar a la seva finca, Glenardle, a "Bridge of Cally", on va gaudir de la pesca i el tir. Després de la mort de la seva dona, va viure amb el seu fill, Durward junior, el gerent del "King's Theatre" de Glasgow. Lely va sobreviure a gairebé tots els cantants amb els quals havia actuat al "Savoy Theatre", i els diaris es van referir a ell com l'últim Savoyard supervivent, però els intèrprets més joves de les òperes posteriors de Gilbert i Sullivan van viure molt més (per exemple Decima Moore i Nancy McIntosh).
Lely va morir a Hillhead, Glasgow, el 29 de febrer de 1944, als 91 anys, d'una insuficiència cardíaca. La data de la seva mort és irònica per a un tenor de Gilbert i Sullivan, en aquell 29 de febrer, dia de traspàs, és l'aniversari del personatge del tenor, Frederic, a Els pirates de Penzance, que esdevé un punt clau de la trama. A l'acte II de l'òpera, Frederic es compromet a reclamar la seva núvia el dia del seu 21è aniversari, que no tindrà lloc fins al 1940. Així, Lely va morir un "aniversari" després d'això.

## Autobiografia
El 2007, Simon Moss va revelar un pamflet recentment descobert anomenat Mr Durward Lely, The Eminent Tenor. El llibret de 20 pàgines descriu la carrera de Lely. Es va publicar per primera vegada en tres lliuraments el març i l'abril de 1894 a The Blairgowrie Advertiser i després es va publicar en forma de llibret. Tot i que el fulletó no acredita cap autor, és evident que està escrit per si mateix. Lely elogia Gilbert com a director.